# Nationale Raad van Provincies
De Nationale Raad van Provincies (Afrikaans: Nasionale Raad van Provinsies, Engels: National Council of Provinces) is het hogerhuis van het Parlement van Zuid-Afrika. De Nationale Raad voor Provincies (NCOP) is gevestigd in Kaapstad, de wetgevende hoofdstad van Zuid-Afrika.
In 1997 werd het toenmalige hogerhuis van het Zuid-Afrikaanse parlement, de Senaat, vervangen door de NCOP. Alle toenmalige senatoren werden met onmiddellijke ingang lid van de NCOP.
De voorzitter van de NCOP (chairman) zit de vergaderingen van de NCOP voor. De huidige voorzitter is Refilwe Mtsweni-Tsipane van het Afrikaans Nationaal Congres. Zij bekleedt dit ambt sinds juni 2024.

## Samenstelling en functies
De NCOP bestaat uit 90 leden. Zij worden niet direct gekozen, maar indirect, namelijk via getrapte verkiezingen. Ieder van de via algemeen, enkelvoudig kiesrecht gekozen parlementen van de 9 provincies van Zuid-Afrika vaardigt 10 personen (onder wie de premier van de provincie of een door de premier aangewezen gemachtigde) af naar de NCOP. Een delegatie bestaat uit 6 permanente leden en 4 speciaal gedelegeerde leden. Een delegatie van de Vereniging van Zuid-Afrikaanse Locale Overheden (South African Local Government Association) mag de zittingen van de NCOP bijwonen, maar bezit geen stemrecht.
Iedere provinciale delegatie bezit één stem. Wetten kunnen in Zuid-Afrika pas worden doorgevoerd als de NCOP deze hebben goedgekeurd. Hiervoor dienen vijf van de negen provincies voor te stemmen. Voor een Grondwettelijk Amendement dienen zes van de negen provincies voor te stemmen.
De NCOP moet alle federale en provinciale wetten bekijken.

## Lijst van voorzitters van de NCOP
Sinds 1997 hebben de volgende personen gediend als voorzitter van de NCOP:
| Periode                                    | Voorzitter | Voorzitter              | Partij |
| ------------------------------------------ | ---------- | ----------------------- | ------ |
| 1997–1999                                  |            | Mosiuoa Lekota          | ANC    |
| 1999–2004                                  |            | Naledi Pandor           | ANC    |
| 2004                                       |            | Joyce Kgoali            | ANC    |
| 2004–2014 (waarnemend tot 17 januari 2005) |            | Johannes Mahlangu       | ANC    |
| 2014–2019                                  |            | Thandi Modise           | ANC    |
| 2019–2024                                  |            | Amos Masondo            | ANC    |
| sinds 2024                                 |            | Refilwe Mtsweni-Tsipane | ANC    |